# Schlitzen
Schlitzen ist das im Baugewerbe umgangssprachliche Kurzwort für das Herausschlagen, -hämmern oder -fräsen von Teilen eines Mauerwerks zum Verlegen einer oder mehrerer Stromleitungen, Gasleitungen oder Wasserleitungen außerhalb des Sichtbereiches (Unterputz-Verlegung). Zur „Ausführung von Schlitzen und Öffnungen in Wänden“ ist die DIN 1053-1: 1996-11 zu beachten.
Der Begriff wird auch verwendet, wenn das Deckgebirge über einem Tunnel abgetragen und dieser dadurch geöffnet wird.